# Castell de Vila-romà
El Castell de Vila-romà és un castell declarat bé cultural d'interès nacional del municipi de Palamós, proper a la vila de Vall-llobrega (Baix Empordà).

## Història
A l'alta edat mitjana i fins a l'època de Pere II, la parròquia de Santa Eugènia de Vila-romà incloïa el lloc de Palamós. El 1161 és documenta una «Villa Romani» i el 1190, una «Villa Romanum». Segurament es deu tractar d'un poblet però no es pot descartar la possibilitat que hi hagués hagut un establiment humà de l'època visigòtica i, fins i tot, una vil·la romana doncs, el poblament d'època romana ha estat identificat en diversos punts de la rodalia.
La primera data documental de la fortalesa és del 1276 quan el bisbe de Girona, Pere de Castellnou, comprà el castell per 45.000 sous als hereus de Pere Alemany. El 1279, Pere II comprà al bisbe de Girona el territori de Palamós que depenia d'aquesta parròquia per 6.000 sous barcelonins. Segons Pella i Forgas, el castell fou acabat per Bernat Amat de Cardona, cosí del compte Ponç Hug d'Empúries. El 1310, el bisbe de Girona adquirí drets dominicals sobre el lloc de Vila-romà però l'alta jurisdicció era del rei, que posseïa el port de Palamós. Es conserven dos inventaris del castell de Vila-romà, un fet l'any 1320 on s'hi esmenta un vestíbul, tres cambres, un celler, un rebost, dues cuines, un pòrtic i un estable i un segon inventari del 1411, molt més complert i detallat. Pere III el Cerimoniós l'any 1371 l'incorporà a la corona d'Aragó. Sembla que posteriorment també va pertànyer al duc de Sessa, senyor del castell de Calonge. La curta i poc esplendorosa vida de la fortalesa acaba el 1812 amb l'ocupació francesa durant la qual fou volat. Des de llavors els seus murs s'han anat enrunant.
Segons informa l'Ajuntament de Palamós, l'any 2007 s'hi realitzà una intervenció preventiva i l'any 2015, activitats de neteja dutes a terme pel Club Alpí Palamós.

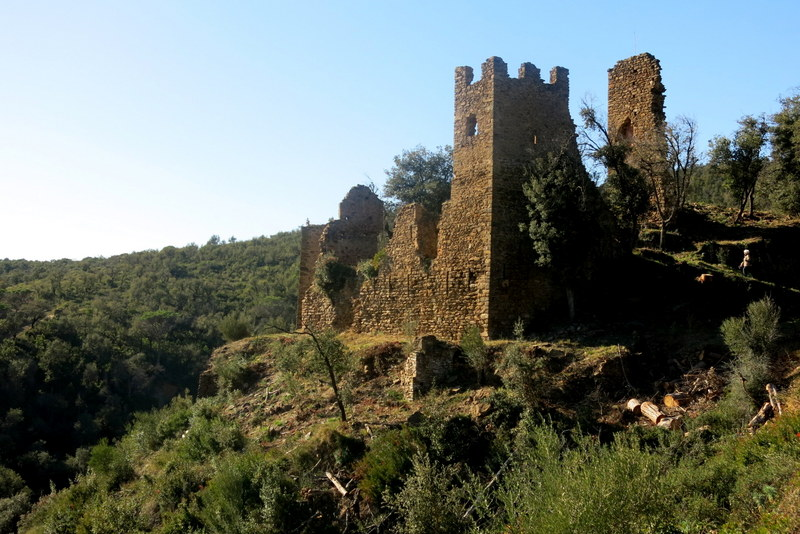
Castell de Vila-romà (gener 2018)

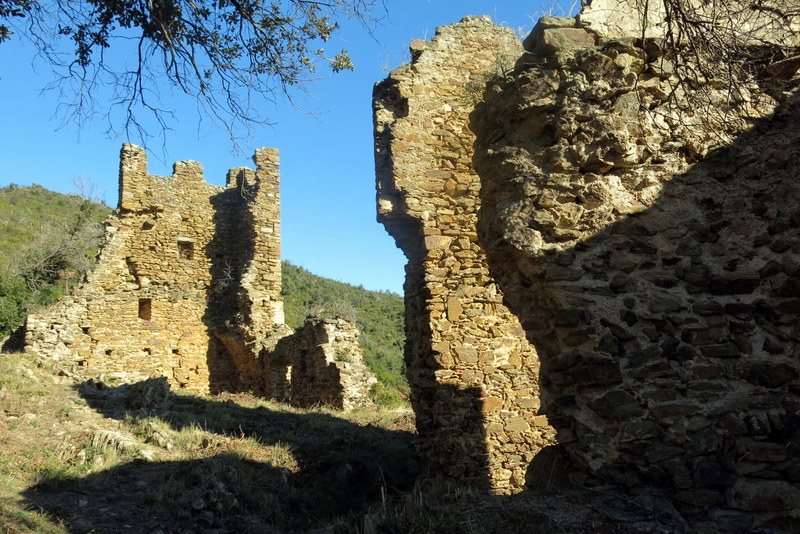
Castell de Vila-romà (gener 2018)

## Arquitectura
Les ruïnes del castell s'alcen en un replà del vessant meridional de Montagut. La torre mestra i alguns altres edificis eren envoltats per un recinte fortificat exterior, protegit per grossos valls artificials que s'estenen a ponent i tramuntana. A la part central s'aixeca un mur d'uns 11 metres, segurament la paret de llevant de la torre mestra, de planta rectangular, que devia tenir una llargada d'uns 5,5 m. En aquest mur hi ha un esvoranc a uns 3 m del terra al lloc on hi degué haver la porta d'entrada. Té una amplada de 90 cm i una alçada d'uns 2 m. A l'intradós, on hi devia haver l'arcs encara s'endevinen quatre dovelles. L'aparell constructiu de la torre és fet de pedres sense escairar unides amb morter de calç, amb alguna filera d'opus spicatum. Aquest parament apareix en la majoria dels murs del castell. Afegida a la base d'aquest mur hi ha una construcció coberta amb volta de canó recoberta d'estuc rogenc.
El recinte exterior està força ben conservat a la banda de tramuntana i el costat sud-oest. També s'ha conservat bé una paret transversal que anava de ponent a llevant. Al mur septentrional hi ha adossades nombroses dependències que formen una unitat amb els murs exteriors.
Al costat sud hi ha els estatges que conserven les arcades de mig punt. L'entrada al recinte devia estar a la banda S-E on hi ha dos torres rectangulars d'uns 7 metres de factura més tardana -final de l'edat mitjana- en la part superior. La torre N-E conserva dos murs d'uns 10 metres amb merlets rectangulars i espitlleres, i a la part baixa es veu l'arrencada d'una volta. Els murs, en general, fan una amplada d'1,20 metres i són fets amb pedra de granit i pissarra sense escairar.
Intentar datar el castell sense un estudi previ profund o potser una excavació acurada és molt difícil. El parament pot portar a pensar que la base del castell i moltes de les seves parets pertanyen a una construcció de cap a l'any 1000 però altres elements claus per a la datació, com l'arc de la porta de la torre, han estat malmesos. Es pot afirmar que a unes estructures primerenques, segurament de l'inici de l'època feudal, foren afegides altres construccions, com ara la paret transversal, algunes de les voltes, etc. Molt al final de l'edat mitjana foren afegides noves construccions quan fou transformada la zona d'entrada del sud-est.